# Stephen McPartland
Stephen Anthony McPartland, né le 9 août 1976 à Liverpool, est un homme politique du Parti conservateur britannique et un consultant en affaires.
Il est député de Stevenage de 2010 à 2024.

## Jeunesse
Né à Liverpool le 9 août 1976, McPartland étudie l'histoire à l'Université de Liverpool et obtient son diplôme en 1997. Il étudie pour une maîtrise en gestion de la technologie à l'Université John Moores de Liverpool en 1998. Après avoir obtenu son diplôme en 1999, il travaille pour le Parti conservateur à Warrington, où il dirige une série de campagnes électorales au niveau des conseils locaux, des parlementaires et des élections européennes, avant de déménager dans le Hertfordshire en 2001 pour travailler comme directeur de campagne. Avant d'être élu député, McPartland est directeur des adhésions pour British American Business (la Chambre de commerce des États-Unis), basée à Londres.

## Carrière parlementaire
McPartland remporte le siège parlementaire de Stevenage aux élections générales de 2010, avec un swing de 8% après que le député travailliste en exercice ne se soit pas représenté. Il est réélu aux élections générales de 2015 et aux élections générales de 2017.
Il siège au comité spécial de la science et de la technologie entre 2011 et 2012. En 2017, il rejoint le Comité spécial des finances (Communes), est élu président du Comité spécial de la réforme de la réglementation et est également membre du Comité spécial de liaison.
Il siège au Comité du projet de loi sur l'éducation de 2011 et participe à toutes les étapes de l'adoption du projet de loi par le Parlement, et est membre du conseil d'administration du Bureau parlementaire de la science et de la technologie depuis 2015.
Jusqu'à son élection en tant que président du comité restreint, McPartland participe à la gestion de plusieurs groupes parlementaires de tous les partis (APPG). Il est président de l'APPG sur les allergies, l'APPG sur la criminalité chez les enfants et les jeunes, l'APPG sur la santé des enfants et les maladies évitables par la vaccination, l'APPG sur l'industrie du meuble et l'APPG sur la santé respiratoire, et vice-président de l'APPG sur les personnes handicapées. En tant que président de l'APPG sur la santé respiratoire, McPartland mène une enquête sur les décès respiratoires et note que le Royaume-Uni a le pire taux de mortalité des pays de l'OCDE et que la plupart des décès d'enfants dus à l'asthme sont évitables. Il mène également avec succès une campagne visant à modifier la loi à partir du 1er octobre 2014 afin de permettre aux inhalateurs d'urgence pour les crises d'asthme d'être conservés dans les écoles.
McPartland est secrétaire parlementaire privé du ministre d'État au Commerce et à l'Investissement, Lord Livingston en 2014-2015.
McPartland lance une enquête parlementaire sur la facturation électronique dans le secteur public; il rend ses conclusions en juin 2014. Il appelle également à une plus grande interopérabilité, avec le lancement d'une charte d'interopérabilité en avril 2013, pour encourager et reconnaître les meilleures pratiques dans la mise en œuvre de l'économie numérique.
McPartland fait campagne contre l'évasion fiscale des entreprises notamment, en 2015, en écrivant à tous les PDG du FTSE100 pour leur demander s'ils seraient prêts à soutenir une plus grande transparence fiscale,.
McPartland travaille en étroite collaboration avec Oliver Heald pour faire campagne pour la loi de Finn, afin de fournir aux animaux d'assistance une plus grande protection après que le chien policier Finn ait été poignardé à Stevenage en 2016.
McPartland soutient le Brexit lors du référendum d'adhésion à l'UE de 2016.
En décembre 2017, une enquête de la BBC, à la suite de l'incendie de la tour Grenfell, rapporte que McPartland a fait pression contre une réglementation plus stricte sur la limitation de l'utilisation de matériaux inflammables dans les meubles en tant que président du All Party Parliament Furniture Industry Group. L'enquête fait valoir que le groupe est considéré par l'industrie du meuble comme un moyen de faire pression sur le gouvernement et que la Confédération britannique du meuble a financé un secrétariat pour aider McPartland à gérer l'APPG. Il rapporte que deux mois après son intervention, il a obtenu une place au conseil d'administration de Furniture Village avec un salaire de 42 000 £ par an. McPartland déclare qu'il ne fait pas de lobbying auprès des ministres et qu'il est député et non lobbyiste. Il ajoute que Furniture Village est un détaillant et non un fabricant et importe des produits dans le monde entier.

## Organismes de bienfaisance
De 2014 à 2015, McPartland est président de The Furniture Ombudsman, un organisme de résolution des litiges clients à but non lucratif à l'échelle du secteur. McPartland est un fiduciaire de The Living Room Charity, qui offre une large gamme de services gratuits de traitement de la toxicomanie et un mécène du projet Turn the Tide. Il est un patron de Trailblazers, un organisme de bienfaisance national qui réduit la récidive chez les jeunes en fournissant des mentors bénévoles.

## Vie privée
McPartland vit à Stevenage avec sa femme, Emma, qui est coordinatrice des besoins éducatifs spéciaux (SENCo) dans une école primaire locale.